# باشگاه فوتبال هپی ولی
انجمن ورزشی هپی ولی که به اختصار با نام هپی ولی یا اچ‌وی‌ای‌ای شناخته می‌شود، یک باشگاه ورزشی هنگ کنگی است که دیگر در سیستم لیگ فوتبال هنگ کنگ رقابت نمی‌کند. آنها از نظر تاریخی یکی از موفق‌ترین باشگاه‌های فوتبال در هنگ کنگ هستند که شش بار قهرمان لیگ دسته اول شده‌اند و به طور مداوم در لیگ برتر حضور داشته‌اند، تا اینکه پس از فصل ۲۰۰۹-۲۰۱۰ به لیگ دسته دوم سقوط کردند.
بخش فوتبال بخشی از یک انجمن ورزشی است که شنا، بسکتبال، کمک‌های اولیه، تنیس روی میز، دو و میدانی و سایر فعالیت‌های تفریحی را نیز زیر نظر خود اداره می‌کند.

## افتخارات
- دسته اول هنگ کنگ: ۶
- دسته دوم هنگ کنگ: ۳
- دسته سوم هنگ کنگ: ۳